# Li Jinyu
Li Jinyu (Shenyang, 6 juli 1977) is een voormalig Chinees voetballer (aanvaller) die zijn loopbaan in 2010 beëindigde bij de Chinese eersteklasser Shandong Luneng. Voordien speelde hij voor Liaoning FC en AS Nancy. In 2006 en 2007 werd hij topschutter in de Chinese Super League.

## Interlandcarrière
Li speelde in de periode 1997-2008 73 wedstrijden voor de Chinese nationale ploeg, daarin kon hij 26 keer scoren. Hij maakte zijn debuut op 1 februari 1997 tegen de Verenigde Staten.